# سناء موزيان
سناء موزيان (2 أكتوبر 1981 -)، ممثلة مغربية بدأت مسيرتها الفنية عام 2004 عندما شاركت في فيلم الباحثات عن الحرية للمخرجة إيناس الدغيدي.

## حياتها
هي ابنة أخت كل من الفنانة عائشة بلقاس والفنان محمد بلقاس.
ارتبطت بالفن منذ صغرها، وكان الغناء هو هوايتها الأساسية فشاركت في طفولتها بالغناء والرقص في العديد من احتفالات الأعياد الوطنية والمسرحيات المغربية سواء باللغة البربرية أو العربية، وعندما بلغت مرحلة الشباب درست الرقص الحديث والعزف الموسيقي بإحدى المعاهد الهندية.
كانت البداية الفنية للفنانة المغربية «سناء موزيان» من خلال الغناء بسنة 2002 حيث قدمت أول أعمالها الغنائية في أغنية بعنوان «شاندي صونا» مزجت بين اللغتين العربية والهندية، والتي تم عرضها بطريقة الفيديو كليب على شاشة إحدى القنوات الفضائية بدبي وحققت نجاحاً كبيراً.
وفي عام 2004 حضرت إلى مصر عقب انفصالها عن شركة «العبدول» حيث التقت بمجموعة من الملحنين والشعراء، وأصدرت أول ألبوماتها بعنوان «أنت عشاني»، والذي كان بمثابة البداية لتعرف الجمهور العربي عليها بشكل أفضل.
وعلى الرغم من النجاح الكبير الذي حققته «سناء» في مجال الغناء، إلا أن شهرتها ونجوميتها الحقيقية جاءت عقب مشاركتها في فيلم «الباحثات عن الحرية» للمخرجة «إيناس الدغيدي»، والتي لعبت الصدفة دوراً كبيراً في لقائهما، وكان ذلك أثناء زيارتها للقاهرة لتسجيل ألبومها الغنائي الأول حيث فوجئت بتليفون من المخرجة ترشحها في دور مطربة مغربية بالفيلم.
"الباحثات عن الحرية" هو التجربة السينمائية الأولى في المشوار الفني لـ«سناء موزيان» لاسيما على مستوى السينما المصرية، ولكنها استطاعت من خلاله أن تثبت امتلاكها لموهبة فنية متميزة وهو ما أكده حصول الفيلم على جائزة أحسن فيلم عربي من مهرجان القاهرة السينمائي الدولي، لتشارك بعد ذلك بالتمثيل في عدد من الأعمال بالسينما والتلفزيون المصري".
ومن أبرز أعمالها السينمائية: «أشرف حرامي» مع الفنان تامر عبد المنعم والفنانة شيرين رضا، و«الخروج من القاهرة» مع الفنان أحمد بدير، بالإضافة إلى الفيلم المغربي «سميرة بالضيعة» الذي نال عدة جوائز من المهرجانات الدولية، ومشاركتها المتميزة بدور البطولة لبنت مسلمة باكستانية الجنسية في الفيلم العالمي البلجيكي "los"، كما شاركت في الدراما المصرية بمسلسل «قمر 14» مع الفنان محمود قابيل وصلاح عبد الله وروجينا.

## أعمالها الفنية

### الأفلام
- الخروج من القاهرة
- سميرة في الضيعة
- أشرف حرامي
- الباحثات عن الحرية

## روابط خارجية
- سناء موزيان على موقع IMDb (الإنجليزية)
- سناء موزيان على موقع قاعدة بيانات الأفلام العربية
- سناء موزيان على موقع ألو سيني (الفرنسية)
- سناء موزيان على موقع ديسكوغز (الإنجليزية)
- سناء موزيان على موقع قاعدة بيانات الفيلم (الإنجليزية)